# 新原晧一
新原 晧一（にいはら こういち、1941年9月28日 - ）は、日本の工学者。学位は、工学博士（大阪大学）。研究分野は、材料科学・破壊力学・ナノコンポジット工学。日本セラミックス協会会長（2009年 - 2010年）、長岡技術科学大学学長（第7代）。大光銀行顧問、アクシアルリテイリング社外取締役・独立役員、永井エヌ・エス知覚科学振興財団理事・選考委員、大倉和親記念財団選考委員。

## 人物
鹿児島県出身、新潟県長岡市在住。父親は小学校の先生。ラ・サール高等学校、大阪大学原子力工学科を卒業。大阪大学大学院工学研究科原子力工学専攻修士課程を修了。
大阪大学産業科学研究所高次インターマテリアル研究センターセンター長（1994年4月1日～2000年3月31日）、九州大学機能物質科学研究所教授（1994年7月1日～1994年9月30日）、Hanyang大学研究教授（2000年3月1日～）、東京工業大学統合院特任教授（2005年9月1日～2007年3月31日）、長岡技術科学大学学長（2009年9月16日～2015年9月15日）・2011年10月17日、110年以上の歴史を持つ米国セラミックス学会の最高栄誉賞であるディスティンギュッシュド ライフメンバーシップ（Distinguished Life Membership ）賞を受賞。2010年、ジョン・ジェブソン賞受賞と両方の受賞は日本人初。

## 経歴
- 1966年（昭和41年）- 3月25日、大阪大学工学部原子力工学科を卒業。
- 1968年（昭和43年）- 3月25日、大阪大学大学院工学研究科原子力工学専攻修士課程を修了。
  - 4月1日、東北大学金属材料研究所に勤務（助手）。
- 1978年（昭和53年）- 10月1日、東北大学金属材料研究所助教授に就任。
- 1979年（昭和54年）- 6月1日、米国バージニア工科大学材料工学科客員教授に就任。
- 1986年（昭和年）- 4月1日、防衛大学校物理教室教授に就任。
- 1989年（平成元年）- 4月1日、材料工学科教授に就任。
  - 7月1日、大阪大学産業科学研究所教授（工学研究科プロセス化学専攻教授併任）に就任。
- 1991年（平成3年）- 4月1日、大阪大学産業科学研究所高機能極限材料研究センター長に就任。
- 1994年（平成6年）- 4月1日、大阪大学産業科学研究所高次インターマテリアル研究センター長に就任。
  - 7月1日、九州大学機能物質科学研究所教授に就任。
- 2000年（平成12年）- 3月1日、韓国Hanyang大学研究教授に就任。
- 2001年（平成13年）- 8月1日、大阪大学評議員に就任。
- 2004年（平成16年）- 8月1日、中国西安交通大学客員教授に就任。
- 2005年（平成17年）- 2月1日、中国武漢工科大学客員教授に就任。
  - 4月1日、大阪大学名誉教授に就任。
  - 4月1日、長岡技術科学大学教授、同極限エネルギー密度工学研究センター長に就任。
  - 9月1日、東京工業大学統合研究院特任教授に就任。
- 2007年（平成19年）- 4月1日、長岡技術科学大学特任教授に就任。
  - 11月1日、韓国釜山大学ハイブリッド材料ソリューション研究センター特任アドバイザー。
- 2009年（平成21年）- 6月、日本セラミックス協会会長に就任。
  - 9月16日、長岡技術科学大学学長に就任。
- 2011年（平成23年）- 10月17日、米国セラミックス学会の最高栄誉賞であるディスティンギュッシュド ライフメンバーシップ（Distinguished Life Membership ）賞を受賞[7]。
- 2015年（平成27年）- 10月1日、大光銀行顧問に就任。
- 2016年（平成28年）- 6月24日、アクシアルリテイリング社外取締役・独立役員に就任。

## 受賞
- 1977年（昭和52年）- 4月、新技術開発財団市村賞（貢献賞）を受賞。
- 1983年（昭和58年）- 9月、第6回Ｒ．M.フルラス賞（米国セラミックス学会）を受賞。
- 1988年（昭和63年）- 4月、科学技術庁長官賞を受賞。
- 1989年（平成元年）- 5月、粉体粉末冶金協会技術進歩賞を受賞。
  - 5月、日本セラミックス協会学術賞を受賞。
- 1990年（平成2年）- 4月、日本金属学会組織写真賞を受賞。
- 1991年（平成3年）- 11月、International Metallographic Contest, 準優勝
  - 5月、日本セラミックス協会セラモグラフィック賞を受賞。
- 1994年（平成6年）- 5月、粉体粉末冶金協会功績賞を受賞。
- 1996年（平成8年）- 4月、科学技術庁第55回注目発明賞を受賞。
  - 5月、平成7年度高温学会論文賞
- 1999年（平成11年）- 4月、米国セミックス学会フェロー受賞を受賞。
- 2001年（平成13年）- 10月、韓国粉末冶金学会名誉会員
- 2002年（平成14年）- 4月、ヨーロッパ科学アカデミー会員
- 2004年（平成16年）- 1月、インドセラミックス学会金賞を受賞。
  - 7月、世界セラミック会議学術メンバー
- 2005年（平成17年）- 1月、米国セラミックス学会 ECD Bridge Building Award
  - 4月、米国MRSポスター最優秀賞を受賞。
- 2008年（平成20年）- 9月、中国セラミックス協会論文賞を受賞。
  - 11月、日韓セラミックス会議学術貢献賞を受賞。
- 2009年（平成21年）- 1月、フルラス・岡崎賞（貢献賞）を受賞。
- 2011年（平成23年）- 米国セラミックス学会の最高栄誉賞受賞。
- 2017年（平成29年） - 11月、瑞宝中綬章を受章[8]。

## 著書

### 共著
- 小泉光惠・中條澄・目義雄 著『ナノマテリアルの技術 （CMCテクニカルライブラリー） 』シーエムシー出版 ISBN 978-4882319290（2007年7月）